# Abel Nunes de Figueiredo
Abel Nunes de Figueiredo (Soure, 30 de novembro de 1896 - Belém, 5 de outubro de 1972) foi um político brasileiro filiado ao Partido Social Democrático, e professor catedrático da Faculdade de Odontologia, da Universidade Federal do Pará.
Foi eleito deputado estadual em 1947, em 1950, e em 1958, tendo uma forte base eleitoral em São João do Araguaia, município do qual Abel Figueiredo, que leva o seu nome, inicialmente fez parte. Foi governador do Pará entre 9 e 21 de fevereiro de 1951; entre 4 e 15 de abril de 1951; entre 4 e 19 de junho; entre 15 de setembro até 20 de outubro de 1951; em abril de 1953; entre 3 de fevereiro até 9 de abril de 1959. Assumiu assim, seis vezes o governo de forma interina.